# Pyrus pashia
Espèce
Synonymes
- Aria crenata (D.Don) Decne.[1]
- Cormus crenata (D.Don) Koehne[1]
- Malus pashia (Buch.-Ham. ex Don) Wenz.[1]
- Pyrus crenata D.Don[1]
- Pyrus nepalensis hort. ex Decne.[1]
- Pyrus pashia var. pashia[1]
- Pyrus variolosa Wall. ex G.Don[1]
- Sorbus variolosa (Wall. ex G.Don) S.Schauer[1]

Pyrus pashia est un arbre fruitier du genre Pyrus (des poiriers), originaire des régions himalayennes. Il est connu localement sous le nom de poirier de l'Himalaya, ou de kainath कैनठ en hindi et de chuanli 川梨 en chinois.

## Étymologie et nomenclature
La première description a été publiée en 1825, dans Prodromus florae Nepalensis :sive Enumeratio vegetabilium…, par Franciscus Hamilton (anc. Buchanan), selon la méthode naturelle de David Don. Le descripteur, Francis Buchanan-Hamilton (1762-1829) est un botaniste écossais, qui est entré au service médical du Bengale en 1815 et qui devint le directeur du jardin botanique de Calcutta.
Dans le terme botanique de Pyrus pashia, le nom de genre Pyrus vient du latin pirum « poire » et l'épithète spécifique pashia est dérivé d'un nom népalais de cet arbre. 

## Description

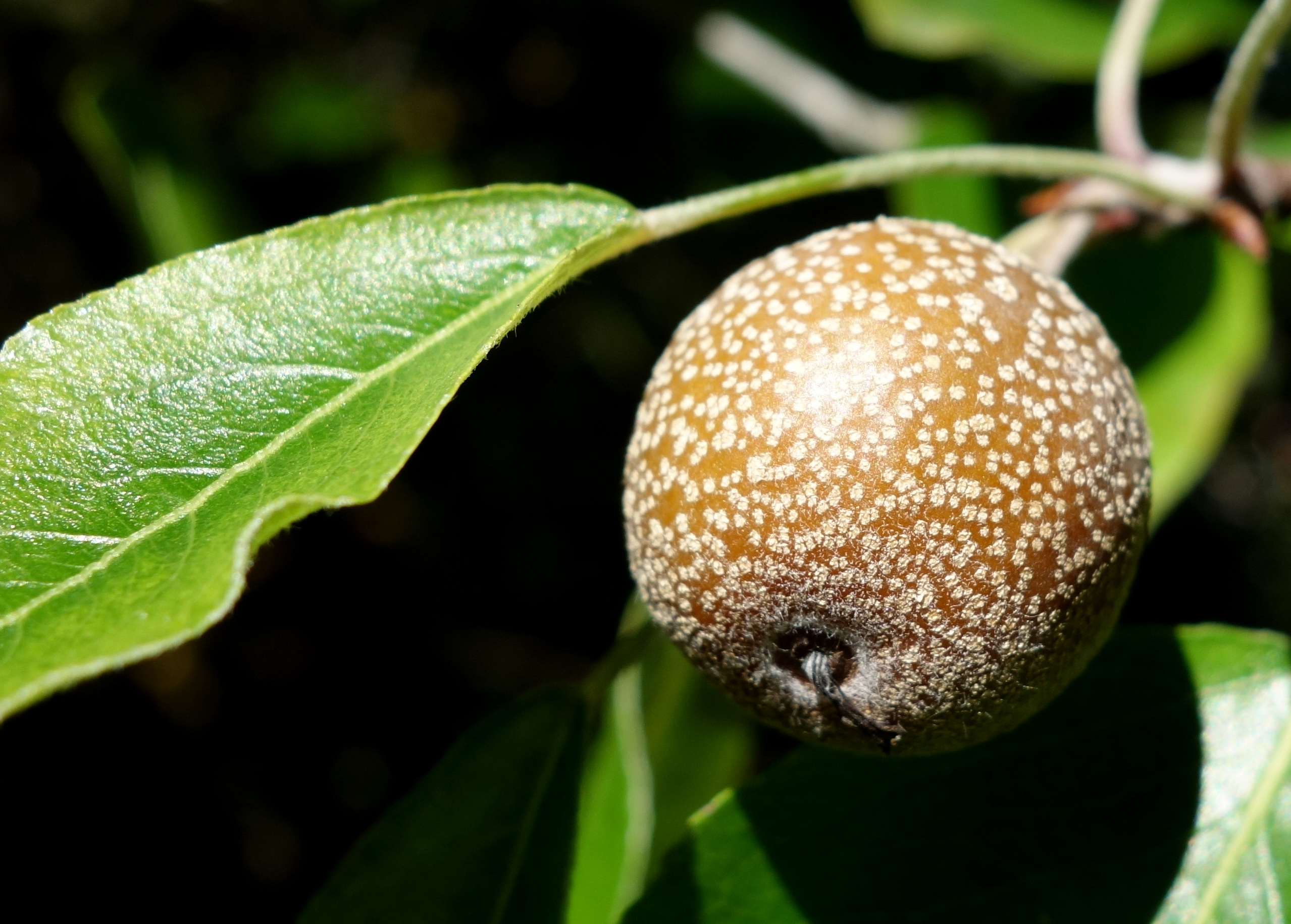
Fruit piqueté de taches blanches.

Pyrus pashia est un arbre à feuilles caduques, pouvant atteindre 12 m de haut, avec des branches souvent pourvues d'épines.
Les feuilles portée par un pétiole de 1,5-3 cm, ont un limbe ovale ou étroitement ovale, rarement elliptique, de 4-7 cm de long sur 2-5 cm de large, à base arrondie, aux bords étroitement serretés, à apex acuminé.
L'inflorescence est un racème ombelliforme portant 7 à 13 fleurs de 2-5 cm de diamètre, de 5 sépales triangulaires, 5 pétales blancs, de 25 à 30 étamines, et 3 à 5 styles. 
Le fruit pomacé est brun piqueté de points clairs, subglobuleux, de 1 à 1,5 cm de diamètre. De la taille d'une prune, la poire à maturité est d'une saveur quelconque mais une fois blette, elle est meilleure.
La floraison a lieu en mars-avril et la fructification en août-septembre. 
C'est un arbre rustique, ne craignant pas le gel jusqu'à −15 °C. De surcroît, il s'adapte bien à un milieu chaud et humide.

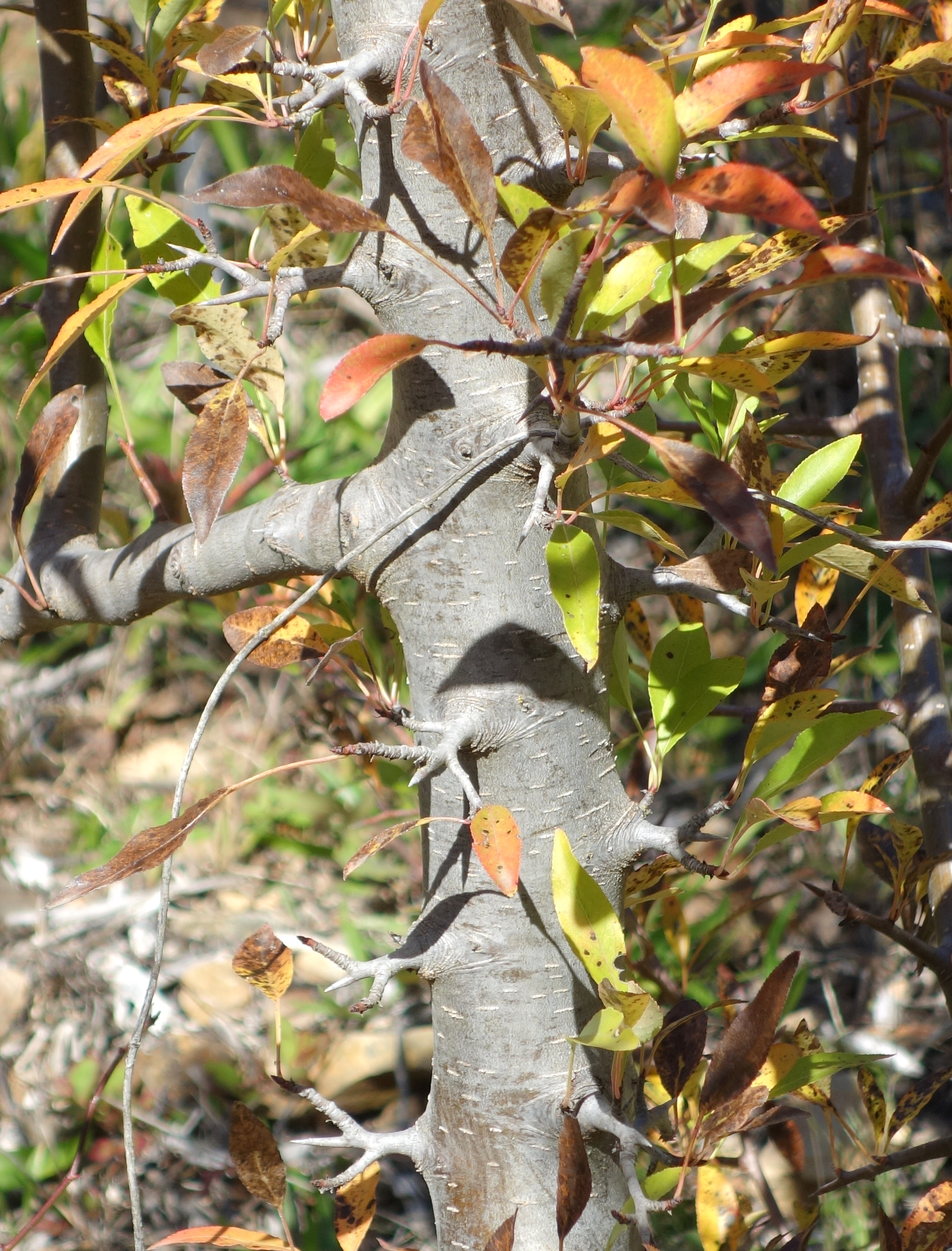
Tronc épineux de P. pashia.
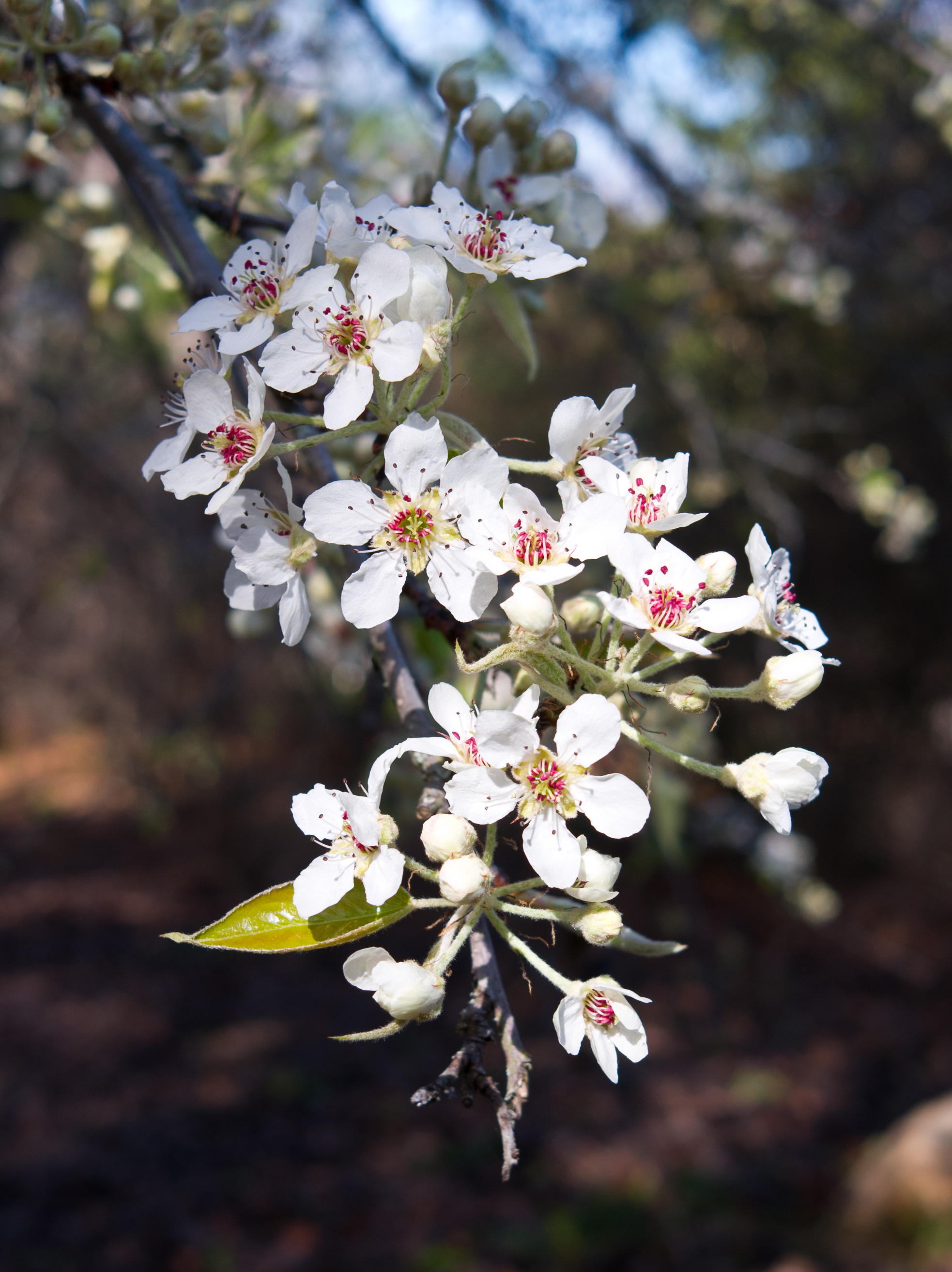
Fleurs.
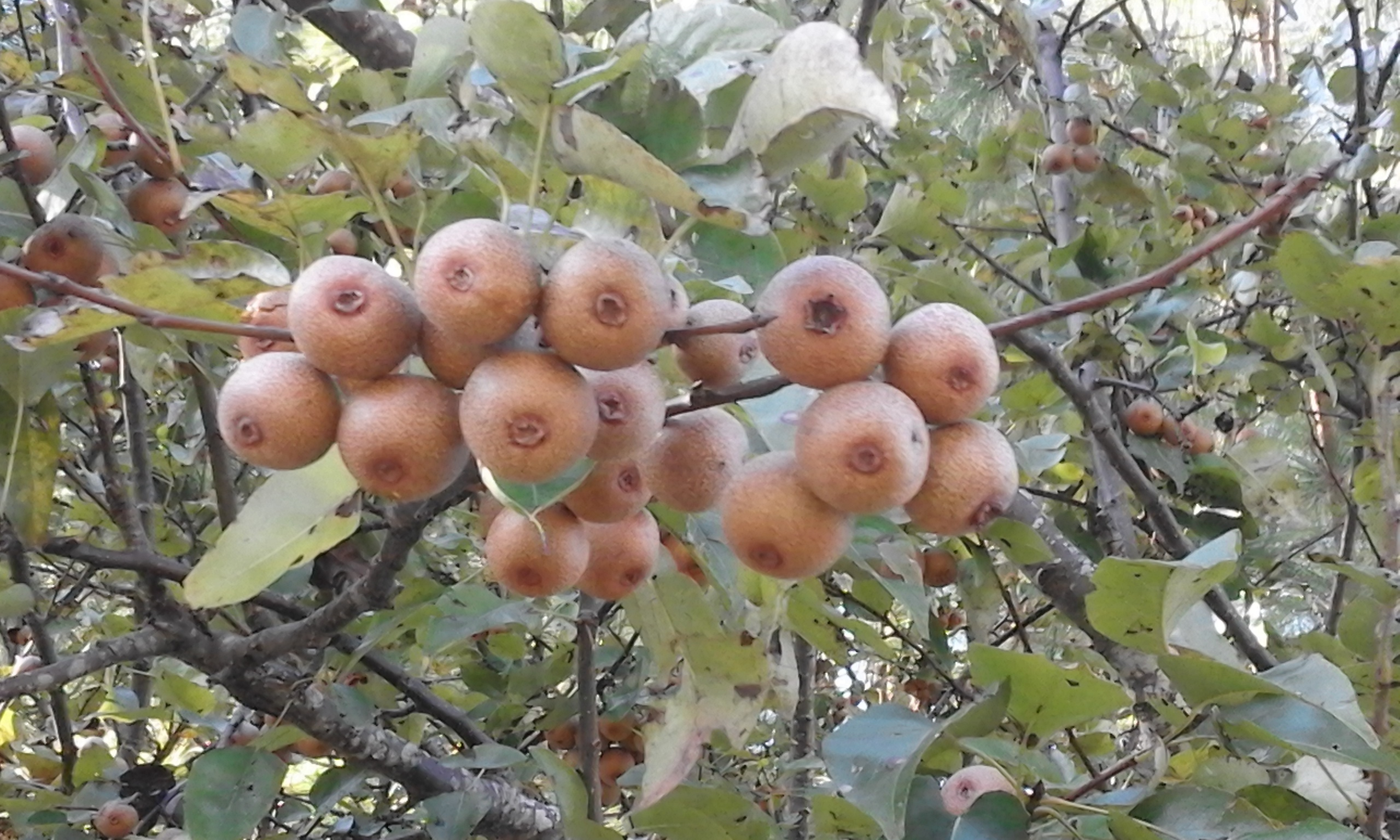
Fruit (Darchula, Népal).

## Phylogenèse
Il existe un haut niveau de diversité morphologique. 
Quatre variétés ont été décrites :
- Pyrus pashia var. grandiflora Cardot
- Pyrus pashia var. kumaoni Stapf
- Pyrus pashia var. obtusata Cardot
- Pyrus pashia var. pashia

Les relations génétiques et l'origine des poiriers asiatiques n'est pas claire en raison de nombreuses hybridations interspécifiques. La multiplication d'événements d'hybridation interspécifiques provoque une évolution réticulée (en), entravant notre capacité à comprendre l'histoire évolutive. L'étude génétique des rétrotransposons (Jiang et al, 2016) indique que quatre pools génétiques correspondent à quatre espèces primaires asiatiques: Pyrus betulaefolia, Pyrus pashia , Pyrus pyrifolia , et Pyrus ussuriensis (espèces primaires telles que définies par Challice et Westwood). Les cultivars de poires chinoises sablées du sud-ouest de la Chine (typiquement la vallée du Yangzi jiang) pourraient venir d'une introgression de P. pashia dans Pyrus pyrifolia.

## Distribution
La distribution du poirier de l'Himalaya se fait entre 600 et 3 000 m d'altitude dans les régions himalayennes, de l'Afghanistan au sud-ouest de la Chine et Vietnam. L'espèce se rencontre en Afghanistan, au Pakistan occidental, Bhoutan, Népal, en Inde (Kashmir), Laos, Myanmar, Thaïlande, Vietnam et Chine.
En Chine on la trouve au centre-ouest (Guizhou, Sichuan), au sud-ouest (Yunnan) et plus à l'ouest vers le Tibet.
L'espèce Pyrus pashia  est cultivée au Yunnan où elle est utilisée comme porte-greffe pour des cultivars de poiriers. Dans l'Himalaya, l'arbre est rarement cultivé pour ses fruits.

## Utilisations
alimentaires
La poire de l'Himalaya est consommée crue, généralement une fois blette, par les populations locales de l'Himalaya. Elle ne fait pas l'objet d'un commerce.
médicinales
Au Pakistan, la poire de l'Himalaya est utilisée en médecine populaire comme laxatif, fébrifuge et sédatif. Elle est utilisée dans les désordres intestinaux, la fièvre, les maux de tête. 
agricoles
En Chine, les Pyrus pashia sont utilisés comme porte-greffes en raison de leur bonne adaptation à des environnements locaux. Ils servent aussi à faire des croisements avec d'autres poiriers

## Liste de variétés
Selon Catalogue of Life (29 décembre 2019) :
- variété Pyrus pashia var. grandiflora
- variété Pyrus pashia var. kumaoni
- variété Pyrus pashia var. obtusata

Selon The Plant List (29 décembre 2019) :
- variété Pyrus pashia var. kumaoni (Decne.) Stapf

Selon Tropicos (29 décembre 2019) :
- variété Pyrus pashia var. grandiflora Cardot
- variété Pyrus pashia var. kumaoni Stapf
- variété Pyrus pashia var. obtusata Cardot
- variété Pyrus pashia var. pashia
- variété Pyrus pashia var. sikkimensis Wenz. ≡ Malus sikkimensis (Wenz.) Koehne